# Dolcetto delle Langhe Monregalesi (DOC)
Le Dolcetto delle Langhe Monregalesi  est un vin italien de la région Piémont qui fut doté d'une appellation DOC à partir du 6 juillet 1974. Seuls avaient droit à la DOC les vins rouges récoltés à l'intérieur de l'aire de production définie par le décret. En 2011, l'appellation a été fusionnée avec l'appellation Dolcetto di Dogliani, sous le nom Dogliani. Les vignobles autorisés se situent en province de Coni dans les communes de Briaglia, Carrù, Castellino Tanaro, Marsaglia, Mondovì, Murazzano, Piozzo et Vicoforte.
Les vignobles se situent sur les pentes des nombreuses collines au sud de Dogliani, proche du Tanaro et du vignoble du Dolcetto di Dogliani.
Le vin rouge du Dolcetto delle Langhe Monregalesi répond à un cahier des charges moins exigeant que le Dolcetto delle Langhe Monregalesi superiore, essentiellement en relation avec le titre alcoolique.

## Caractéristiques organoleptiques
- couleur : rouge rubis à tendance violacé
- odeur : délicat, caractéristique
- saveur : sèche, assez puissant, légèrement amer (amarognolo), acidité modérée

Le Dolcetto delle Langhe Monregalesi  se déguste à une température de 15 – 17 °C et il se gardera 3 – 4 ans.

## Production
Province, saison, volume en hectolitres :
- Coni  (1990/91)  474,77
- Coni  (1991/92)  466,0
- Coni  (1992/93)  81,0
- Coni (1993/94)  371,0
- Coni  (1994/95)  567,9
- Coni  (1995/96)  395,0
- Coni  (1996/97)  1030,96